# La donna lapidata
La donna lapidata (La Femme Lapidée) è un libro dello scrittore franco-iraniano Freidoune Sahebjam pubblicato nel 1990.
Oltre che in italiano, l'opera è stata tradotta in neogreco, tedesco, svedese (audiobook), inglese e numerose altre lingue.

## Trama
L'opera tratta la vera storia di Soraya Manutecheri (1951-1986), lapidata nel piccolo villaggio iraniano di Kuhpayeh, a soli 35 anni. 
Nel 1986 la donna venne ingiustamente accusata di adulterio dal marito Ghorban-Ali che covava il desiderio di sposare una donna più giovane, ma che allo stesso tempo non voleva restituire la dote ricevuta per la prima moglie né disponeva dei mezzi sufficienti al sostentamento di due spose. Approfittando della buona fede di Soraya, che era solita sbrigare le faccende domestiche nell'abitazione di un conoscente rimasto da poco vedovo, Ghorban-Ali tacciò ignobilmente la moglie di essersi infilata nel letto del padrone di casa che, corrotto, confermò la veridicità delle accuse. Dichiarata colpevole, la donna venne condannata  a morte per adulterio tramite lapidazione e uccisa fra atroci sofferenze dai suoi stessi amici e famigliari, compreso il figlio.

## Opere derivate
Da essa è tratto il film The Stoning of Soraya M. realizzato da Cyrus Nowrasteh, con James Caviezel nei panni dello scrittore e Mozhan Marnò (Soraya M.); le musiche sono di John Debney.

## Edizioni in italiano
- Freidoune Sahebjam, La donna lapidata, traduzione di Emanuela Ragghianti, Milano: Frassinelli, 1991